# Danske Gymnasieelevers Sammenslutning
Danske Gymnasieelevers Sammenslutning, forkortet DGS, er de danske gymnasieelevers interesseorganisation. DGS blev dannet i april 1965 og udsprang af gymnasiernes elevråd.
DGS har sekretariat på Elevbevægelsens Hus i København og er medlem af Dansk Ungdoms Fællesråd.
Foreningen er demokratisk opbygget med to stormøder årligt: Elevkonferencen (EK)  i efteråret og Landsmødet (LM) i foråret.

## Formål
DGS’ formål er, jævnfør de gældende vedtægter, at arbejde for og udbrede kendskabet til gymnasieelevernes interesser samt at politisere og aktivere gymnasieleverne.
DGS' formålsparagraf har undergået en del forandringer gennem årene. Tidligere havde DGS f.eks. en formålsparagraf der var inddelt i hele fem underpunkter.

## DGS' historie

### 1965-1969: De tidlige år
DGS blev stiftet 25. april 1965 i kølvandet på stiftelsen af lignende, traditionelle interesseorganisationer på flere andre uddannelsesområder. Organisationens navn var frem til 1968: Danske Gymnasieelevråds Sammenslutning. Opbakningen var i de første år meget begrænset, og aktivitetsniveauet lavt. Der skulle dog ikke gå ret længe før ungdomsoprøret vendte op og ned på organisationen, og ikke mindst dennes status som en traditionel interesseorganisation. 

### 70'erne og 80'erne: Aktivisme og indflydelse med kommunisterne ved roret
DGS ændrede sig omkring 1970 meget hurtigt til en noget mere aktivistisk og aktiv aktør i spillet om dansk uddannelsespolitik, og blev i den grad styret af den politiske venstrefløj. Først og fremmest var det Danmarks Kommunistiske Ungdom (DKU) der sad på magten i DGS op igennem 70'erne og 80'erne.[kilde mangler]
Sammen med andre uddannelsesorganisationer trak DGS i denne periode nemlig flere gange titusindvis af mennesker på gaden, og den politiske indflydelse var også mærkbar, selvom undervisningsminister Bertel Haarder i 80'erne gjorde hvad han kunne for at kvæle denne.[kilde mangler] Ikke desto mindre havde DGS stadigvæk noget at skulle have sagt, og 'vandt' fx en politisk sejr over Bertel Haarder, da denne med det såkaldte Rexona-cirkulære forsøgte at tvinge flere elever ind i klasserne, hvilket mislykkedes. I forbindelse med en større nedskæringspakke i 1988 lykkedes det dog Bertel Haarder at få ophævet den maksimale klassekvotient for i stedet at få den sammenknyttet med gymnasielærernes overenskomst.[kilde mangler] Det betød at der fortsat var et loft på max. 28 elever i klasserne, men da AC i 1999 i forbindelse med overenskomstforhandlingerne ofrede undervisningsforholdene for landets gymnasieelever, forsvandt denne grænse helt. 
Kommunisternes dominans i DGS betød, at der blev dannet en venstreopposition blandt gymnasieeleverne i form af Socialistisk Uddannelsesfront (SUF).
I slutningen af 70'erne bølgede de interne magtkampe i DGS frem og tilbage især mellem DKU og SUF, og ved flere lejligheder var SUF tæt på at vinde flertallet, således var næstformændene fra 1978 frem til 1984 fra SUF-oppositionen (Karsten Hønge, Henrik Bojesen, Rikke Rue, Jacob Nerup, Thomas Hammer Jacobsen og Annegrethe Rasmussen). Ligeledes medførte DKU dominansen ikke overraskende en vis frustration hos de borgerlige gymnasieelever,[kilde mangler] og med skiftende held forsøgte Konservative Gymnasiaster (KG) med blandt andet Brian Mikkelsen i spidsen og især Gymnasieelevernes Landsorganisation (GLO) derfor at fravriste DGS magten. Især bekæmpede Konservative Gymnasiaster Operation Dagsværk, som i 1985 var blevet startet som indsamlingskampagne af DGS.
I 2009 blev det afsløret af PET-kommissionen, at den tidligere formand for KG og Konservativ Ungdom Brian Mikkelsen i 1988 havde modtaget 114.000 kroner fra apartheidregimet i Sydafrika, for at modarbejde DGS og Operation Dagsværks indsamling til skolebyggerier for flygtninge fra det sydafrikansk besatte Namibia.

### 90'erne: Nedtur og 'strategisk højredrejning'
I foråret 1989 var DKU under opløsning og var ikke længere i stand til at være den drivende kraft i DGS. Formandsvalget stod på landsmødet i marts 1989 mellem en venstresocialist og en SFU'er. DKU blev opløst i 1990 og fik aldrig samme rolle i det ungdomsorganisatoriske arbejde. DGS var i krise i de følgende år med et meget lavt medlemstal og store økonomiske problemer. Det lykkedes dog at få reorganiseret DGS i løbet af 1990-1993 især gennem et massivt fokus på organisationens faglige kerneaktiviteter, en kraftig styrkelse af kommunikationsaktiviteterne med retableringen af uddelingsmagasinet Elevbladet (udg. 1990-1995) og Håndbog for gymnasielever og relativt succesfulde kampagner mod brugerbetaling i gymnasiet, og allerede fra 1993 havde man et medlemstal som var på sit højeste siden midten af 1980'erne. Omkring årtusindskiftet havde DGS igen nået et niveau, hvor de med en vis legitimitet kunne fremhæve sig som talerør for de fleste gymnasieelever – GLO var i (accelererende) tilbagegang og med blandt andet 'NU-ER-DET-NOK'-bevægelsen havde man genoplivet det gamle samarbejde med den øvrige elev- og studenterbevægelse.

### Det nye årtusind: Genopstandelse, sammenlægning og fornyet styrke
Efter NU-ER-DET-NOK-demonstrationerne styrkedes DGS yderligere, og i efteråret 2004 brød man for alvor gennem "lydmuren" med DGS' daværende formand Thor Möger Pedersen i spidsen for den såkaldte STOP NU-kampagne, der kulminerede med store demonstrationer landet over på Folketingets åbningsdag d. 5. oktober. Kampagnen anses af mange for at være en af de primære årsager til daværende undervisningsminister Ulla Tørnæs' fyring kort efter hendes aggressive tale til STOP NU-demonstrationen på Christiansborg Slotsplads i København.[kilde mangler]
Den eneste anden tilbageværende organisation for gymnasieelever, GLO, svækkedes i det nye årtusinds første par år, ligesom de politiske uenigheder blev mindre: DGS var som sagt blevet mindre styret af venstrefløjen, ligesom fx GLO's ellers notoriske modstand mod udenomsparlamentarisme langsomt blev svagere, manifesteret ikke mindst med GLO's deltagelse i STOP NU-kampagnen. I foråret 2005 blev GLO nedlagt for i stedet at gå ind i DGS.
Med DGS' engagement i velfærdsspørgsmålet i 2006 blev der på ny sået tvivl om organisationens neutralitet, men den politiske ledelse fastholdt, at man med sin deltagelse i 17. maj-initiativet og Velfærd til Alle blot gjorde sit bedste for at kæmpe elevernes sag, og i det sene efterår blev opbakningen blandt eleverne også bekræftet, da over halvdelen af landets gymnasier blev blokeret eller decideret besat i protest mod de bebudede besparelser på gymnasierne, der dog kun delvis blev trukket tilbage.
DGS blev mere samlet i årene efter. I 2007 slog DGS fx medlemsrekord med 110 medlemselevråd i modsætning til 92 året før. Ligeledes oplevede man stor opbakning i kampen mod nedskæringerne på finansloven, som regeringen lancerede. Efter flere mislykkede forsøg på dialog med Bertel Haarder indkaldte den samlede elev- og studenterbevægelse til store protestdemonstrationer, der samlede op mod 50.000 unge i efteråret 2007. I foråret 2008 formåede DGS at presse store dele af regeringens besparelser af bordet efter store protester.
I 2010 var DGS en del af kampagnen Unge ta'r ansvar med et bredt udvalg af samarbejdspartnere fra den samlede elev- og studenterbevægelse. Denne kampagne kulminerede d. 5. oktober med store demonstrationer i København, Aarhus, Odense, Aalborg og Sønderborg. Da der efterfølgende blev foreslået SU-nedskæringer indkaldtes der til en mindre demonstration i København, der fandt sted d. 23. november 2010.

### DGS begyndte fra2009at organisereHF- ogIB-elever
HF'erne fik deres eget HF-udvalg, med dertilhørende formandskab, der var ansvarlig for at HF-eleverne blev inkluderet og organiseret i DGS.
På landsmødet 2012, besluttede dette at nedlægge formandsposten i HF-udvalget og gøre dette åbent for alle.

## Politiske tiltag
Danske Gymnasieelevers Sammenslutning (DGS) arbejder for politiske løsninger, der falder inden for DGS' interesseområde. Nedenstående politiske resultater er nogle af de tiltag, som DGS har været involveret i gennem den offentlige debat. Disse resultater er ikke nødvendigvis et udtryk for DGS' politik, men er et resultat af Folketingets beslutninger gennem de seneste år inden for skoleområdet. 
- En grænse for klassekvotienten på 28 i Københavns Amt, 1999 [kilde mangler]
- Stop for brugerbetalingens himmelflugt i bl.a. Nordjylland og Viborg, 2001[kilde mangler]
- Forhindring af lukningen af Fjerritslev Gymnasium i Nordjylland, 2003[kilde mangler]
- Samfundsfag gøres til obligatorisk fag i den nye gymnasiereform, 2004[kilde mangler]
- Sikring af oplysningsstøttens fortsatte eksistens, 2005[kilde mangler]
- Regeringens planer om at afskaffe 10. klasse blev droppet, 2005 & 2006[kilde mangler]
- Regeringens planer om at skære i SU'en blev skrevet ud af velfærdsforliget, 2006[kilde mangler]
- Stoppede besparelser på 74 millioner kr. i finansloven for 2007 (2006)[kilde mangler]
- Halverede regeringens grønthøster-besparelse i finansloven for 2008 samt sikrede en garanti for at resten tilbagebetales[7] [8].
- En politisk aftale om loft over klassekvotienten i november 2011[kilde mangler]

### Borgerforslag om uddannelsesloftet
Som en protest mod regeringens uddannelsesloft udtalte DGS, at uddannelsesloftet er en "absurd og forkert prioritering".

## DGS'ere der blev kendte
En del tidligere aktive fra DGS vælger at gøre karriere i den politiske verden eller i medieverdenen, hvilket fra tid til anden har været udlagt således, at tidligere aktive fra elevbevægelsen og herunder navnlig de tidligere aktive fra DGS "dominerer" venstrefløjen.
Rækken af DGS’ere, der blev kendte, eller har søgt indflydelse, tæller bl.a. følgende:
- Reimer Bo Christensen, nyhedsvært på Danmarks Radio.
- Annegrethe Rasmussen, udenrigskorrespondent i Washington DC, chefredaktør for POV International
- Pernille Rosenkrantz-Theil, MF for Socialdemokraterne.
- Johanne Schmidt-Nielsen, MF for Enhedslisten.
- Frank Aaen, MF for Enhedslisten.
- Jeppe Kofoed, MF for Socialdemokraterne.
- Klaus Bondam, skuespiller, bygge- og teknikborgmester i Københavns Kommune for Det Radikale Venstre.
- Nanna Westerby, tidligere formand for SFU og tidligere MF for SF.
- Lars Olsen, journalist, kommentator og foredragsholder. Tidligere journalist på Politiken og Ugebrevet A4.
- Karsten Hønge, MF for SF, fhv. formand for fagforeningen TIB i Odense, fhv. medlem af Odense Byråd og fhv. medlem af Fyns Amtsråd.
- Mikkel Warming, socialborgmester i Københavns Kommune, Enhedslisten.
- Noa Redington, tidligere chefredaktør for Ugebrevet Mandag Morgen, tidligere personlig rådgiver for Socialdemokraternes formand, daværende statsminister Helle Thorning-Schmidt.
- Thomas Adelskov, tidligere MF  for Socialdemokraterne og borgmester i Odsherred Kommune.
- Thor Möger Pedersen, tidligere næstformand for SF, tidligere skatteminister, fra 2013 vært på DR2's debatprogram "Gadens Parlament".
- Rosa Lund, MF for Enhedslisten.
- Naja Nielsen, chef for TV Avisen.
- Rasmus Nielsen, Professor ved Københavns Universitet og University of California, Berkeley
- Gry Möger Poulsen, tidl. formand for SFU.
- Stine Brix, MF for Enhedslisten.
- Bjørn Hansen, tidl. uddannelseschef for Cevea.
- Liv Holm Andersen, MF for Radikale Venstre.
- Torben Möger Pedersen, Administrerende direktør i PensionDanmark.
- Pernille Skipper, MF for Enhedslisten.
- Anders Fogh Rasmussen, Generalsekretær i NATO tidligere MF for Venstre og var fra 2001 til 2009 Danmarks Statsminister.
- Morten Bødskov, MF for Socialdemokraterne, tidligere justitsminister.
- Stig Bøgh Karlsen, tidl. direktør for Magasin du Nord, tidl. medejer af og direktør for kalender- og planlægningsvirksomhed Time Manager International, tidl. formand for bestyrelsen hos Cevo Invest, tidl. chefstilling hos medieagenturet Carat, nuværende ejer af ventureselskabet Noka Holding A/S.
- Peter Wulff Kåri, Afrika-korrespondent for dagbladet Politiken siden 1988 og forfatter til flere rejsebøger omkring Sydafrika.
- Sven Scharling, tidl. fuldmægtig i Finansministeriet, direktør for markedsanalysefirmaet Scharling Research.
- Per Fibæk Laursen, Professor ved Center for grundskoleforskning, Danmarks Pædagogiske Universitetsskole, Aarhus Universitet.
- Olaf Winsløw, direktør for Den danske Boghandlerforening.
- Birgit Grøsfjels, salgsdirektør for Siemens IT Solutions and Services.
- Bo Søby Kristensen, Admin. direktør for Bysted A/S, en af Danmarks største design og kommunikationsvirksomheder. Medvirkende i filmen "Desmåskrig".
- Mette Damgaard-Sørensen, Børnefilmkonsulent ved Det danske filminstitut, tidl. formand for Rådet for Spillefilm, tidl. TV-vært på TV2s filmmagasin for unge, Filmkanylen.
- Sisse Marie Welling, medlem af Københavns Borgerrepræsentation for SF siden 2010
- Mai Sloth Villadsen, MF for Enhedslisten.
- Rune Lund, MF for Enhedslisten.
- Jens Philip Yazdani, debattør.

## Daglig ledelse i DGS
Nedenstående personer har været forpersoner for Danske Gymnasieelevers Sammenslutning (DGS).[kilde mangler] Desuden rummer listen en oversigt over personer, som har været næstforpersoner/organisatoriske næstforpersoner eller kasserere/økonomiske næstforpersoner/politiske næstforpersoner i DGS.[kilde mangler] Disse tre personer udgør ifølge DGS' nyere vedtægter en daglig ledelse. Titlerne organisatorisk næstforperson og økonomisk næstforperson har i løbet af 2010'erne afløst de tidligere titler næstformand og kasserer. Titlen politisk næstforperson har i løbet af 2020'erne afløst den tidligere titel økonomisk næstforperson.
| År    | Forperson                         | Organisatorisk næstforperson | Politisk næstforperson  |
| ----- | --------------------------------- | ---------------------------- | ----------------------- |
| 25/26 | Freja Maclean Sinclair            | Shabnam Alimardani Shafigh   | Maria Hellerup Pedersen |
| 24/25 | Joachim Stærk Ekstrand Federspiel | Ruben Rodogno Krause-Jensen  | Peter Møller Mink       |
| 23/24 | Asger Kjær Sørensen               | Daniel Kjergaard             | William Oscar Heide     |
| 22/23 | Madeleine Steenberg Williams      | Embla Bangsgaard Nielsen     | Kristoffer Elverkilde   |
| 21/22 | Alma Tynell                       | Lukas Bomann Andersen        | Peter Hove              |

| År         | Forperson                   | Organisatorisk næstforperson | Økonomisk næstforperson      |
| ---------- | --------------------------- | ---------------------------- | ---------------------------- |
| 20/21      | Ingrid Kjærgaard            | Karoline Dolmer              | Emma MacLean Sinclair        |
| 19/20      | Martin Mejlgaard            | Gertrud Lynge Mikkelsen      | Elvira Zachariasen           |
| 18/19 (AK) | Malte Sauerland-Paulsen     | Jonathan Hove Appel          | Astrid Grove Vind Jensen     |
| 18 (LM)    | Malte Sauerland-Paulsen     | Stine Barnhøj Pedersen       | Astrid Grove Vind Jensen     |
| 17/18      | Jens Philip Yazdani         | Valdemar Greve               | Laurits Lindegaard Rasmussen |
| 16/17      | Martin Thing                | Anne Björk Eskelund          | Rosa Lüders Lindhart         |
| 15/16      | Veronika Ahrensbøll Schultz | Pelle Sommerlund             | Rasmus Pilegård Petersen     |

| År                | Forperson                   | Næstformand                  | Kasserer                  |
| ----------------- | --------------------------- | ---------------------------- | ------------------------- |
| 14/15             | Mathilde Lynggaard Vinther  | Charlotte Moxi Ochsenbauer   | Emil Lund Egetoft         |
| 13/14             | Phillip Adam Dimsits Lerer  | Rasmus Holme Nielsen         | Cecilie Rosholm Oksbjerg  |
| 12/13             | Malene Nyborg Madsen        | Ida Begtrup Andersen         | Troels Bering Christensen |
| 19.04.12-30.06.12 | Mai Sloth Villadsen         | Ida Begtrup Andersen         | Philip Holt               |
| 11 (LM)/12        | Martin Vitved Schäfer       | Mai Sloth Villadsen          | Philip Holt               |
| 10 (AK)/11        | Frederik Gjørup Nielsen     | Philip Davali                | Martin Lauritsen          |
| 10 (LM)           | Frederik Gjørup Nielsen     | Philip Davali                | Thor Noe                  |
| 09/10             | Bjarke Dahl Mogensen        | Simon Wandel                 | Jesper Brandrup           |
| 08/09             | Mina Bernardini             | Kristian Bruun               | Kasper Bjerring Petersen  |
| 07/08             | Gry Möger Poulsen           | Jens Anton Tingstrøm Klinken | Patrick Kristiansen       |
| 06/07             | Rosa Lund                   | Pelle Dam                    | Esben Stoustrup           |
| 05/06             | Uffe Lembo (konst.)         | Pelle Flachs (konst.)        | Ask Holme                 |
| 05(LM)            | Ingen valgt                 | Uffe Lembo                   | Ask Holme                 |
| 04/05             | Thor Möger Pedersen         | Mette Post Riggelsen         | Kathrine Bødker Tegllund  |
| 03/04             | Nanna Westerby              | Julie Malling Laursen        | Louise Lindberg           |
| 02/03             | Rasmus Meyer-Frederiksen    | Johanne Schmidt-Nielsen      | Jesper Johansen           |
| 01/02             | Bjørn Hansen                | Lau Korsgaard                | Kevin Walsh               |
| 00/01             | Kasper Bjering Jensen       | Ditte Tøfting Kristiansen    | Morten Krøyer             |
| 99/00             | Marie Frederiksen           | Rikke Mark Seerup            | Christina Maria Wodtke    |
| 98/99             | Simon Grundtvig Christensen | Getrud Kerrn                 | Mikkel Krogsgaard         |
| 97/98             | Marie Bach                  | Mathilde Tornberg            | Lau Markussen             |
| 96(sep)/97        | Caroline Thisted            | Thomas Gerdes                | Mickel Hedemand           |
| 96(LM)            | Caroline Thisted            | Louise Saabye Høst           | Mickel Hedemand           |
| 95(AK)/96         | Caroline Thisted            | Rikke Hamilton Persson       | Mickel Hedemand           |
| 95(LM)            | Kristina Svegaard Olsen     | Caroline Thisted             | Mickel Hedemand           |
| 94/95             | Ane Dahlerup                | Sidsel Grosen                | Martin Højgaard Nielsen   |
| 93/94             | Morten Frederiksen          | Pia Louisa Andersen          | Jesper Laugesen           |
| 92/93             | Morten Frederiksen          | Marie Lund Nielsen           | Jesper Laugesen           |
| 91/92             | Felicia Fock                | Rikke Gawinski               | Thue Leibrandt            |
| 90/91             | Jan Frederiksen             | Grit Munk                    | Thue Leibrandt            |
| 89/90             | Tobias Børner               | Kathrine Brandt              | Ulf Wolf Jacobsen         |
| 88/89             | Peter Lützen                | Rasmus Nielsen/Noa Redington | Ulf Wolf Jacobsen         |
| 87/88             | Naja Nielsen                | Torben Rytterskov            | Lars Kristensen           |
| 86/87             | Naja Nielsen                | Mette Damgaard-Sørensen      | Frank Sejr Brockmann      |
| 85/86             | Morten Østergaard           | Mads Sandemann               | Frank Sejr Brockmann      |
| 84/85             | Morten Østergaard           | Thomas Adelskov              | Jens Sørensen             |
| 83/84             | Sidsel Stenbak Jensen       | Annegrethe Rasmussen         | Jan Nielsen               |
| 82/83             | Sidsel Stenbak Jensen       | Thomas H. Jacobsen           | Jan Nielsen               |
| 81/82             | Bo Søby Kristensen          | Rikke Rue                    | Natascha Epstein          |
| 80/81             | Tonny Johansen              | Henrik Bojesen               | Eva Ahlgren Petersen      |
| 79/80             | Tonny Johansen              | Jacob Nerup                  | Ole Krarup                |
| 78/79             | Søs Lunding                 | Karsten Hønge                | Lone Bjørnborg            |
| 77/78             | Birgit Gylling Andersen     | Poul-Erik Bjørn Nielsen      | Søs Lunding               |
| 76/77             | Birgit Gylling Andersen     | Niels Kamp                   | Birgit Grøsfjeld          |
| 75/76             | Torben Möger Pedersen       | Hilda Middelboe              | Lars Ole Schou            |
| 74/75             | Geert Allermand             | Jan Hjort                    | Jens Christy              |
| 73/74             | Carsten Vesterø Jensen      | Søren Hadrup                 | Lars Bernhard Jørgensen   |
| 72/73             | Henrik Brandt               | Leif Andresen                | Lis Jacobsen              |
| 71/72             | Hans Lassen                 | Reimer Bo Christensen        | ?                         |
| 70/71             | Olaf Winsløw                | Henry Thomsen                | Niels Olav Christensen    |
| 69/70             | Thorbjørn Waagstein         | Per Fibæk Laursen            | Eva Jørgensen             |
| 68/69             | Hans Schiønnemann           | Lisa Rasmussen               | Niels Mikkelsen           |
| 67/68             | Sven Scharling              | Allan Margolinsky            | Peter Wulff Kåri          |
| 66/67             | Peter Slaatorn              | Stig Bøgh Karlsen            | Ole Chr. Plum             |
| 65/66             | Bjarne Christensen          | Stig Bøgh Karlsen            | Torben Glitzky            |

## Bladredaktører
| År    | Redaktør                                   | Blad       |
| ----- | ------------------------------------------ | ---------- |
| 89/92 | Knud Holt Nielsen                          | Elevbladet |
| 94/95 | Bjørn M. Schülein                          | Elevbladet |
| 95/96 | Rasmus Skjoldan                            | Faktotum   |
| 96/97 | Thomas Gerdes                              | Faktotum   |
| 03/04 | Sofie Bødker                               | Pensum     |
| 04/05 | Pia Mejdahl Daugbjerg                      | Pensum     |
| 05/06 | Sisse Marie Welling                        | Pensum     |
| 06/07 | Jens Anton Tingstrøm Klinken og Jacob Berg | KONTRAST   |
| 07/08 | Tilde Ussing                               | KONTRAST   |

## Fodnoter
1. ↑  I perioden 1984-2020 kaldtes efterårsstormødet som oftest for Aktivitetskonference (AK).
2. ↑  DGS' formålsparagraf fra 1965 indeholder følgende fem punkter: 1) At opdrage den danske gymnasieungdom til demokrati i virke og tankegang. 2) At støtte de eksisterende elevråd og være behjælpelig med oprettelsen af nye. 3) At orientere om elevrådene gennem information. 4) At etablere og udbygge samarbejdet mellem DGS, myndigheder og andre organisationer, for herigennem at løse problemer, som er fælles for skolerne. 5) At skabe kontakt og fremme samarbejdet mellem landets elevråd.
3. ↑  Titlen er ifølge vedtægterne valgfri og kan også i stedet være forkvinde eller formand
4. ↑  Titlen er ifølge vedtægterne valgfri og kan også i stedet være organisatorisk næstforkvinde eller organisatorisk næstformand
5. ↑  Titlen er ifølge vedtægterne valgfri og kan også i stedet være politisk næstforkvinde eller politisk næstformand